# 東京威力科創

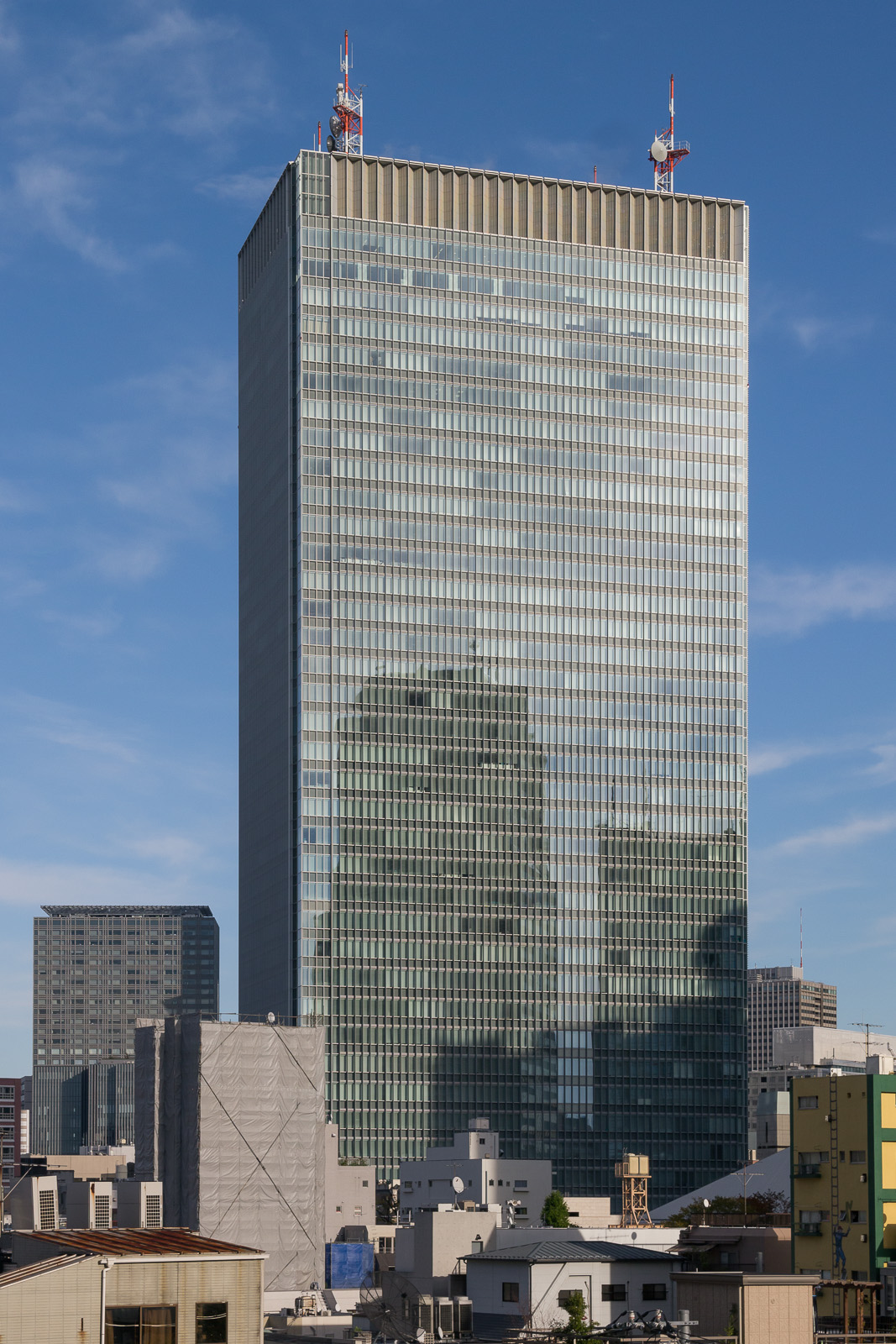
東京威力株式会社总部所在的赤坂Biz塔楼大厦

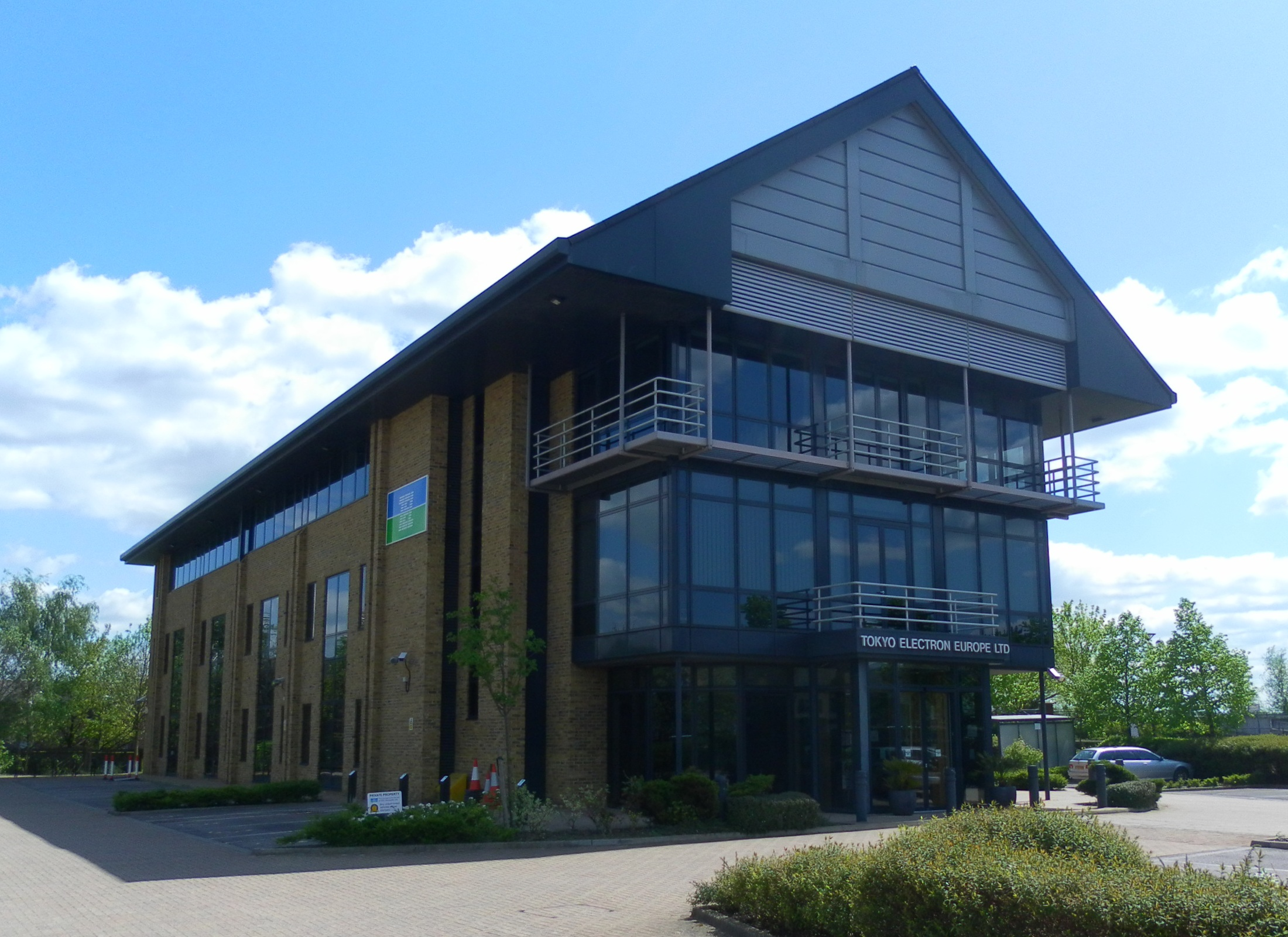
歐洲分部

東京威力科創（日语：／，TEL；東證1部：8035），又稱東京電子，是日本的半导体設備厂商。公司总部位于东京都港区赤坂。
TEL是东京证券交易所一部上市公司，主要产品为半导体沈積设备、半导体蚀刻设备和用来制造平板显示器液晶的设备。同类产品比重在日本占第一位，在世界上占第二位。东京放送（TBS）曾是其大股东之一。东电旗下有东电AT、东电东北、东电山梨、东电九州和东电软件技术五个主要的子公司。据Bloomberg数据，2018年全球五大半导体设备制造商分别为應用材料（AMAT）、艾司摩爾（ASML）、東京威力科創（TEL）、科林研發（Lam Research）、科磊（KLA），这五大半导体制造商在2018年以其领先的技术、强大的资金支持占据着全球半导体设备制造业超过 70%的市佔率。
2012年由于受到世界半导体产业界的不景气的影响，2013年9月24日美國應用材料（Applied Materials）曾計畫透過換股方式併購東京威力科創，但因合併案最終在2015年4月未获得美国司法部許可而終止。
2025年8月7日，針對台積電2奈米機密疑遭洩漏一事，日本半導體設備大廠東京威力科創（TEL）證實，旗下台灣子公司「Tokyo Electron Taiwan」一名員工涉入本案，公司已經即刻予以解僱。

## 主要产品

### 半导体生产设备
- 感光涂层，显像设备
- 热处理成膜设备
- 蚀刻设备
- 表面洗净设备

## 沿革
- 1963年11月 - 由东京放送（TBS）成立东京电子研究所
- 1978年10月 - 东京电子研究所更名为东京电子
- 1980年 6月 - 在东京证券交易所第2部上市
- 1984年 3月 - 升格为在东京证券交易所第1部上市
- 1990年 8月 - 成立东电FE，开始研发制造LCD和FPD的设备
- 1994年 8月 - 总公司地址搬到赤坂TBS放送中心
- 2006年 4月 - 分割为东电AT，东电九州和东电软件技术三个子公司
- 2008年 2月 - 和夏普合资成立东京电子PV（2012年解散）
- 2008年 2月 - 總公司地址搬到赤坂Biz塔樓大廈
- 2013年 9月 - 獲得收購邀約，計畫和应用材料合并
- 2015年 4月 - 应用材料与东京电子表示将取消业务合并计划，理由是该计划未获得美国司法部认可

## 子公司
- Tokyo Electron Device Ltd.
- Tokyo Electron Technology Solutions Ltd.
- Tokyo Electron Miyagi Ltd.
- Tokyo Electron Kyushu Ltd.
- Tokyo Electron FE Ltd.
- Tokyo Electron BP Ltd.
- Tokyo Electron U.S. Holdings, Inc.
- Tokyo Electron America, Inc.
- TEL Venture Capital, Inc.
- TEL Manufacturing and Engineering of America, Inc.
- TEL Technology Center, America, LLC.
- Tokyo Electron Europe Limited
- Tokyo Electron Israel Limited
- Tokyo Electron Korea Limited
- Tokyo Electron Taiwan Limited
- Tokyo Electron (Shanghai) Limited
- Tokyo Electron (Kunshan) Ltd.
- Tokyo Electron Singapore Pte. Ltd.
- Tokyo Electron (Malaysia) Sdn. Bhd.
- Tokyo Electron India Pvt. Ltd.

## 相关项目
- TBS

## 外部連結
- 東京威力株式会社 （页面存档备份，存于）